# Devil May Cry 3: Dante's Awakening
Devil May Cry 3: Dante's Awakening (デビルメイクライ3?, Debiru Mei Kurai 3) è un videogioco del 2005, prodotto dalla Capcom. È un videogioco d'azione con forti elementi esplorativi. Il giocatore deve affrontare una serie di livelli dal design gotico, accompagnato da una colonna sonora heavy metal costante che enfatizza i continui combattimenti. Seguito di Devil May Cry 2, dal punto di vista della trama è il primo della serie Devil May Cry.

## Trama

### Incipit
La trama mostra le origini di Dante e del suo potere demoniaco.
Nel filmato iniziale si sente la voce di Lady, la coprotagonista femminile del gioco, mentre parla della leggenda di Sparda, una storia che suo padre le raccontava quando era bambina. Egli era un antico demone degli Inferi, che circa duemila anni prima, alla vigilia di una crociata indetta dalla sua razza a danno del genere umano, decise di opporsi alla sua fazione, e di prendere le parti degli uomini. Ciò lo portò ad una inevitabile battaglia contro i suoi simili, tra i quali, Mundus, anche conosciuto come il Signore delle Tenebre, che era il reggente del mondo degli Inferi. Sparda riuscì nel suo intento, e relegò tutte le entità maligne oltre il portale del Caos. Per adempiere a tale scopo però, Sparda utilizzò del sangue umano e immolò a tal proposito una sacerdotessa, sigillando così la torre demoniaca Temen-Ni-Gru, un varco inter dimensionale tra il mondo umano e gli inferi, se stesso, il suo potere e tutti i demoni ancora sparsi per la terra.
Dopo aver sconfitto i demoni, Sparda regnerà diversi anni sulla Terra fino ai giorni nostri. Conoscerà poi l'umana Eva, una bellissima donna dai capelli biondi, e dalla quale avrà due gemelli, entrambi mezzi demoni: Vergil e Dante. Seppure gemelli, hanno caratteri molto diversi: Dante è un ragazzo di indole audace, turbolenta e ribelle, con una naturale propensione verso i guai, mentre Vergil è un ragazzo flemmatico, calmo e riflessivo, con attitudini più serie e concrete, e pertanto i due sono spesso discordi. L'unica cosa che accomuna i loro caratteri paralleli è la loro inclinazione per il conflitto e il combattimento.
Alla morte della loro madre, segue un brusco trauma che segna i gemelli, che li induce ad intraprendere strade diverse, spezzando così definitivamente il loro flebile legame. Dante rinnega il padre e muove una feroce guerra contro la razza demoniaca, aprendo un'agenzia basata specificamente su questo scopo. Vergil, che si chiude totalmente in sé, inizia a sviluppare una forte ossessione per il potere, perché senza esso non si è in grado di proteggere nulla.

### Prologo
Gli eventi di questo capitolo si dividono fra manga e videogioco. Il manga si compone di due volumi, un terzo sarebbe dovuto uscire ed avrebbe dovuto narrare del passato di Lady, il mangaka tuttavia ha abbandonato il progetto e non è mai stato pubblicato. In Italia i due volumi sono stati pubblicati dalla casa editrice J-Pop.
Nel manga si scoprono alcuni retroscena sulla vita dei gemelli e vi sono ulteriori rimandi alle gesta di Sparda. Nelle prime pagine si vede Dante fare visita alla tomba di Eva: ella infatti è morta per proteggere Dante e Vergil da alcuni demoni mandati da Mundus con lo scopo di uccidere la famiglia del traditore Sparda. Probabilmente l'attacco dei demoni è stato possibile perché col tempo l'incantesimo di Sparda deve essersi indebolito, permettendo così ad alcuni demoni di ricominciare a viaggiare fra i due mondi. Dopo la strage della sua famiglia, Dante rinnega il padre ed inizia a sviluppare una forte avversione per i demoni. Dopo questa tragedia, egli pensa di essere l'unico sopravvissuto dato che sua madre è rimasta uccisa e suo fratello Vergil è scomparso. La realtà però è ben diversa: Vergil è vivo ed ha iniziato un viaggio alla ricerca di informazioni su Sparda perché è sua intenzione impossessarsi dei poteri che il padre è stato costretto a sigillare dopo aver sconfitto e segregato le entità maligne 2000 anni prima.
Diversi anni dopo la strage della sua famiglia, Dante ha aperto un negozio (la futura agenzia Devil May Cry) e svolge incarichi di vario genere. Egli però non accetta qualsiasi tipo di lavoro ma è molto propenso ad accettare quelli che hanno a che fare con il soprannaturale. A procurargli gli incarichi è il suo informatore, l'italiano Enzo Ferino. Questi un giorno si presenta dal mezzo demone proponendogli una missione: non deve fare altro che recuperare una bambina di nome Alice. Dante inizialmente non appare interessato all'incarico ma quando viene a scoprire che dietro al rapimento di Alice vi sono i demoni, si butta a capofitto nel lavoro propostogli. Vergil nel frattempo è entrato in contatto con Arkham, un uomo che sembra conoscere molto bene le vicende di Sparda e che prova una particolare attrazione verso i demoni: i due inizieranno a collaborare per riportare in superficie la torre Temen-ni-Gru, uno dei vari passaggi fra mondo demoniaco e mondo umano che è stato bloccato da Sparda. Vergil inizia così a rompere i sigilli, sette in totale, per riportare in superficie l'antica struttura. In ognuno di essi è stato confinato un demone a cui Sparda ha rubato il nome: Arkham aveva spiegato poco prima che un demone trae forza dal suo nome, per cui privarlo del nome significa al contempo privarlo della sua forza. Con l'inganno, Arkham (che collabora con il cappellaio matto e il bianconiglio, responsabili del rapimento di Alice) riesce a far rompere un sigillo anche a Dante. I demoni liberati si auto attribuiscono i nomi di Superbia, Accidia e Avarizia: ciò significa che i sette demoni confinati nei sette sigilli altri non sono che i sette peccati capitali. I due gemelli si incontrano: Dante è sorpreso di rivedere suo fratello ma allo stesso tempo è anche molto deluso dato che sta collaborando con i demoni, seppur indirettamente. Aprire un passaggio per gli inferi significherebbe aiutare le creature demoniache a portare il caos sulla Terra e disonorerebbe il ricordo della loro defunta madre, uccisa proprio dai demoni. Vergil però non è interessato a tutto questo, ossessionato com'è dal suo desiderio di potere. I due gemelli hanno un breve scontro in cui Vergil riesce a rubare l'amuleto a Dante, ma glielo restituisce immediatamente dicendo che può impossessarsene quando vuole. Vergil si allontana e si appresta a riprendere la sua missione: ha inizio così la rivalità fratricida fra lui e Dante.

### Temen-Ni-Gru
Il videogioco si svolge esattamente un anno dopo l'ultimo incontro dei due gemelli. Vergil riesce a far riemergere Temen-Ni-Gru ed ha intenzione di affrontare Dante per poi recuperare l'altra metà di un medaglione che Eva aveva dato loro come dono il giorno del loro compleanno diversi anni prima. Unendo i due amuleti si crea una chiave indispensabile per entrare nel mondo dei demoni, tuttavia Dante è all'oscuro di questa cosa. Dante decide dunque di presenziare a quella che lui stesso considererà "una nuova straziante riunione di famiglia". Dopo aver affrontato le prime orde di demoni, che raderanno al suolo la sua attività in fase di apertura, si incamminerà di nuovo verso l'ennesima certa battaglia fratricida. E così Dante inizia a scalare la Torre superando diversi ostacoli tra cui il cane demoniaco Cerberus, guardiano del cancello principale. Scoprirà suo malgrado di non essere l'unico "invitato alla festa". Incontrerà, infatti, una donna umana, mai conosciuta prima, che si rivelerà particolarmente ostile nei suoi confronti, ma sicuramente non interessata a lui. Infatti, dopo un primo veloce scontro tra i due, la ragazza scapperà via con la sua particolare motocicletta, intenta anche lei a scalare la torre. Intanto Arkham, l'uomo misterioso che Dante ha incontrato al negozio, rivela a Vergil di un secondo intruso, che lui conosce bene, all'interno di Temen-Ni-Gru. Vergil, totalmente noncurante di questo particolare, lascerà che sia Arkham ad occuparsene. Un secondo incontro tra Dante e la ragazza ci sarà a metà strada verso la cima della torre: Dante, affacciatosi ad un dirupo per puro caso, l'afferra al volo mentre stava precipitando di sotto senza possibilità di salvezza. Nonostante il prezioso aiuto, Dante verrà centrato alla testa da un proiettile esploso dalla ragazza stessa proprio mentre era sostenuta per una gamba. Lei si salverà grazie alla baionetta posta all'estremità del suo bazooka che fermerà la breve caduta. Dante, naturalmente immune ad attacchi del genere, non potrà far altro che continuare il suo aspro cammino verso il fratello, deluso da quella sua sfortuna ricorrente con le donne. Solo dopo questo episodio la ragazza capirà di avere a che fare con un demone. Dante conoscerà poi Jester, il giullare di corte. un personaggio ambiguo che lo aiuterà, ma gli creerà anche diverse rogne "regalandogli" nuovi demoni da abbattere.

### La riunione di famiglia
Arrivato in cima alla Temen-Ni-Gru, Dante trova il fratello Vergil ad attenderlo sotto la pioggia. Dopo quest'ultimo scontro, che vede Vergil vincitore, Dante scopre per la prima volta il potere del sangue di Sparda che lo fa rialzare da morte certa e gli dà le sembianze e i poteri di un vero demone, sebbene per un tempo limitato. Vergil prende l'amuleto del fratello e va via insieme ad Arkham. L'amuleto completo sarà uno dei principali strumenti per rompere l'incantesimo di Sparda che confinò tutti i demoni dietro il Portale del Caos. Dante, che si risveglia più tardi solo sulla cima della torre, ancora non sa cosa ha in mente Vergil. Decide comunque di seguirlo per riprendersi l'amuleto a lui caro.

### I sotterranei di Temen-Ni-Gru
Dante ricomincia la sua avventura che lo porterà ad affrontare nuovi demoni, ottenere nuove armi e rincontrare vecchie conoscenze. Prima di tutto "Lady": la ragazza misteriosa incontrata prima a cui lui stesso darà un nome, dicendo lei di non averne uno. Si scopriranno alleati durante un altro intenso scontro a suon di proiettili contro nemici comuni. Lady resterà indietro, Dante avanzerà per occuparsi dei "pesci più grossi". Rincontrerà il cupo giullare Jester che gli rivelerà la vera funzione degli amuleti. Durante il cammino Dante si vedrà costretto a "pareggiare" i conti con tutti i Demoni sconfitti da suo padre in antichità: Nevan, una vampira che cerca di sedurlo, e Beowulf, un demone multiforma dall'incredibile potenza muscolare. Intanto Vergil e Arkham arrivano davanti alla porta che li condurrà alla Stanza del Rituale nelle profondità di Temen-Ni-Gru. Arkham, che qui si scoprirà essere un umano che insegue il potere di un demone, verrà ucciso da Vergil dopo un'accesa discussione tra i due che si rinfacciano a vicenda di non essere degli "esseri completi". Il cadavere di Arkham verrà poi trovato da Lady. Arriverà sul posto, pochi secondi dopo, anche Dante. Il suo proverbiale sarcasmo circa il corpo senza vita che giace a terra non viene percepito come innocente da Lady che, in lacrime amare e con visibile voglia di sfogarsi, gli spara più volte anche sapendolo immune. Dante non risponde agli attacchi, si limita a difendersi ascoltando le strazianti parole di Lady. La ragazza gli confessa che Arkham è suo padre e che, ossessionato dal diventare un demone, aveva addirittura sacrificato sua moglie. Il non aver consumato di persona la vendetta lasciava un vuoto incolmabile dentro la ragazza. Dante continua il suo cammino verso Vergil. Lady, moralmente sfinita, resta ferma di fianco ad Arkham che, incredibilmente ancora in vita, dirà a Lady di fermare Vergil, suo assassino, prima che il suo piano diabolico si compia. Arkham afferma di aver fatto tutto ciò che ha compiuto fino a quel momento perché la sua mente è stata plagiata proprio da Vergil. Dopo questa breve conversazione, Arkham muore e Lady rincorre Dante.

### Il rituale
Gli ingredienti, necessari al rituale di rottura dell'incantesimo, che Arkham ha elencato a Vergil ci sono tutti: gli amuleti e il sangue di Sparda. Vergil scoprirà che il suo sangue non basta e proprio in questo istante ecco arrivare Dante. Per Vergil è un'occasione unica: il sangue del fratello romperà l'incantesimo del padre. La piattaforma magica si bagnerà del sangue di entrambi durante il violento scontro. I due fratelli, ormai stremati dal combattimento, vengono colti di sorpresa dal giullare Jester che li metterà a tappeto con facilità. Sul posto sopraggiungerà anche Lady ed anche lei verrà messa a tappeto. Jester aveva programmato tutto fin dall'inizio: voleva fare in modo che tutti e tre si trovassero lì nello stesso momento e senza forze. Qui il colpo di scena: Jester è in realtà Arkham che vuole riaprire il portale del Caos per andare negli inferi ad impossessarsi lui stesso dello spaventoso potere di Sparda. Arkham spiega che Sparda oltre ai due amuleti e al suo sangue aveva utilizzato anche il sangue di una sacerdotessa umana per completare l'incantesimo ed il sangue di quella sacerdotessa scorre proprio nelle vene di Lady. Arkham ferisce sua figlia e spezza così l'antico incantesimo. I due fratelli e Lady riescono a rialzarsi con sorpresa, ma è troppo tardi. Parti della Temen-Ni-Gru cascano sulla stanza del rituale, mentre una seconda torre emerge dal terreno e porta Arkham in cima, verso il "Caos". Vergil cade in un dirupo, Dante e Lady si separano e iniziano a rincorrere Arkham prima che egli raggiunga il luogo in cui è incastonata la Force Edge.

### Il potere di Sparda
Dopo aver ricevuto da Lady il Kalina Ann, un potente bazooka, Dante ritorna in cima alla torre ed entra nel portale. Negli inferi supera i primi ostacoli, uccide definitivamente i Demoni guardiani incontrati sulla terra e finalmente raggiunge Arkham ormai già pieno del potere di Sparda. In un pozzo di anime perdute, Arkham si trasforma in un essere abominevole e incredibilmente potente. Dante non ha speranze: il potere del padre è ineguagliabile, sebbene nelle mani di un essere umano di nascita. Il sorprendente arrivo di Vergil cambia completamente le sorti del combattimento. I due fratelli uniscono le forze e sconfiggono Arkham che viene catapultato di nuovo sulla terra dove ad attenderlo c'è Lady, pronta a prendersi la sua vendetta una volta per tutte. La spada di Sparda e i due amuleti, ricomparsi dopo la sconfitta di Arkham, cadono nell'oblio. I due fratelli si lanciano anch'essi. Entrambi, durante la caduta nel vuoto, recuperano i rispettivi amuleti. Successivamente i due gemelli atterrano lungo le rive di un fiume e Vergil riesce ad impugnare la Force Edge. Vergil intimerà Dante di consegnarli l'amuleto, ma Dante si rifiuterà categoricamente, insistendo col fratello che la sua ossessione per il potere, per quanto cerchi di impadronirsene, non lo renderà mai uguale al loro padre Sparda. Vergil pare risentire da questa affermazione e attacca Dante in un impeto di rabbia. Ormai è deciso: lo scontro finale decreterà l'unico figlio di Sparda in grado di gestire interamente il suo potere. Vergil, nonostante l'aiuto della Force Edge, non riuscirà a battere il fratello. A malincuore, Dante è costretto a dargli il colpo di grazia non potendo permettere che il fratello tentasse di distruggere il mondo umano per la conquista del potere. Ormai barcollante e quasi privo di forze, Vergil lascerà andare la spada e camminerà verso un dirupo intento a restare nella "casa del padre". Dante tenterà di fermarlo, ma non ci riuscirà. Vergil cadrà nell'oblio per sempre.

### Epilogo
Dante torna nel mondo degli umani, dove l'attende Lady per farsi restituire il suo lanciamissili. Lady nota, sebbene fatte passare per gocce di pioggia, le lacrime di Dante per il fratello caduto ma Dante liquida Lady dicendole che "i demoni non piangono mai", tuttavia la ragazza risponde dicendo che forse da qualche parte nel mondo c'è un demone capace di piangere quando perde una persona cara. Dante e Lady dopo questa breve conversazione vengono attaccati dai demoni e decidono di combattere insieme. A battaglia finita, Dante torna alla sua attività a cui darà un nome: "Devil May Cry", ovvero "Il Diavolo può piangere".
Vergil, ora nel pozzo degli Inferi, sguaina la spada contro Mundus, il Re delle Tenebre asserendo di poterlo battere come già fece il padre. Tuttavia, verrà sconfitto e Mundus lo assoggetterà al suo volere facendolo diventare un suo servitore con il nome di Nelo Angelo.

## Modalità di gioco
Il gioco è caratterizzato principalmente da veloci combattimenti acrobatici. Dante ha a disposizione due pistole semi-automatiche (Ebony e Ivory) e una grande spada. Può trovare durante il gioco altre armi, da fuoco e demoniache. Dante è anche in grado di trasformarsi temporaneamente in un demone (Devil Trigger) diventando più forte e veloce e sbloccando una serie di mosse speciali demoniache. Sparse per i livelli possono essere trovati cristalli di sangue demoniaco (Red Orb, sfere rosse) che possono essere scambiate con nuove abilità e poteri.
Devil May Cry 3 è nato come seguito del 2, per poi mutare nel prequel del primo capitolo: si tratta di un gioco molto simile a quest'ultimo, sia per la giocabilità, che per le atmosfere. Effettivamente ci sono molti tratti in comune, ma la cosa che caratterizza questo gioco dal primo è il fatto che Dante, il protagonista, sia un giovane ragazzo spavaldo che cerca suo fratello in cerca di vendetta e complicità, con dei tratti molto più ironici del primo capitolo.
Il giocatore deve collezionare sfere rosse per acquisire nuove mosse e nuovi poteri. Le armi utilizzabili sono: una coppia di pistole (Ebony e Ivory), una doppietta, un fucile laser, un fucile anticarro e un bazooka. Dante dispone poi di una serie di spade e altre armi bianche, sia reali sia fantastiche, per il corpo a corpo: Rebellion, spada dal nome adatto al carattere del giovane protagonista, donatagli dal padre, un nunchaku a 3 appigli donato da Cerberus (come il cane a tre teste custode dell'Ade), due spade gemelle loquaci, Agni e Rudra (che in lingua Indiana rappresentano il fuoco e l'aria), una chitarra elettrica su modello della Flying V, Nevan, e infine dei guanti e degli stivali di luce chiamati Beowulf che fanno apprendere delle mosse che si avvicinano all'arte marziale Jeet Kune Do di Bruce Lee
Il "Devil Trigger" aziona la trasformazione di Dante in demone. Nevan consente a Dante persino di volare con l'abilità Air Raid. La metamorfosi dura finché la barra del Devil Trigger non si esaurisce. La barra Devil Trigger può essere ricaricata solo da umano colpendo i nemici o ricevendo colpi e può essere attivata solo avendo almeno tre segnali Demone pieni. In più con questa barra è possibile scaturire un'esplosione(chiamata anche DTE: Devil Trigger Explosion), di potenza variabile, a seconda di quanti segnali Demone sono stati utilizzati. Il "Devil Trigger" viene sbloccata nella missione 7, in seguito al primo scontro con Vergil.

## Personaggi
- Dante: È il figlio di Sparda, un leggendario demone che voleva dividere il mondo umano da quello demoniaco. Dante è per metà sangue umano e metà demoniaco, è un ragazzo di circa 20 anni, ha i capelli bianchi e occhi azzurri ed è un cacciatore di demoni e nonostante il suo spirito combattivo, è sempre pronto a scherzare.
- Vergil: Antagonista principale e boss finale del gioco, è il fratello gemello di Dante, ma è anche il suo acerrimo nemico perché lui vuole avere tutto il potere che aveva avuto il padre. A differenza di Dante, Vergil è più scontroso e serio. Ha circa 20 anni, ha i capelli bianchi e occhi azzurri.
- Arkham: È l'aiutante di Vergil e antagonista secondario del gioco, ma ben presto si scoprirà che è il padre di Lady. Assisterà Dante nei panni di un giullare demoniaco chiamato Jester. Il suo obbiettivo è quello di diventare un demone, ottenendo il potere di Sparda.
- Lady: È una cacciatrice di demoni ma essendo umana è molto abile con le armi a fuoco. All'inizio odiava Dante perché anche lui è un demone, ma poi diventano buoni amici. Ha circa 20 anni, ha i capelli neri e occhi particolari, uno rosso e uno azzurro. Verso la fine, si rivela essere la discendente della donna umana che si sacrificò per permettere a Sparda di chiudere la torre della distruzione.

## Stili
Dante potrà servirsi di diversi stili di combattimento per sconfiggere i nemici. Si può scegliere lo stile all'inizio della missione o quando si trova una statua della divinità, ma non si può cambiare durante le missioni. Inizialmente saranno quattro, ma col proseguire del gioco si otterranno altri due stili.
- Trickster (Imbroglione): permette di schivare gli attacchi nemici.
- Swordmaster (Maestro di Spada): permette a Dante di usare delle combo extra con la spada e le diverse armi demoniache.
- Gunslinger (Pistolero): permette di utilizzare nuove mosse con le armi da fuoco.
- Royal Guard (Guardia Reale): permette di difendersi e di minimizzare i danni, se usato col giusto tempismo è possibile annullarli totalmente.
- Quicksilver (Argento Vivo): si ottiene dopo aver sconfitto Geryon, permette di rallentare il tempo, anche se per un periodo limitato, consumando l'energia demoniaca.
- Doppelganger (Doppione): si ottiene dopo aver sconfitto il demone Doppelganger, questo stile permette di evocare un doppio del personaggio demone (anche Dante diventa demone) e di combattere in due per un periodo limitato.

## Nemici
- Pride: è il primo che si incontra nel gioco. Un demone umanoide dal volto emaciato, un mantello viola con cappuccio e una falce come arma. I suoi movimenti sono piuttosto lenti e, non avendo abilità particolari, è molto facile da distruggere.
- Lust: Molto simile al Pride per armi e corporatura, si differenzia per l'assenza di cappuccio e per il colore rosso dei suoi abiti (o della sua pelle). È inoltre molto più veloce sia nei movimenti che nell'attacco.
- Wrath: è un umanoide scheletrico senza armi, ma con un'enorme sfera carnosa rossastra sopra la testa. Dopo colpi ripetuti o dopo qualche secondo la sfera esplode investendo amici e nemici, per cui, con un po' di abilità, questo mostro può diventare più d'aiuto che d'ostacolo.
- Sloth: Questo demone porta un mantello bianco con il cappuccio calato sugli occhi ed è anch'esso armato di falce. È lento quasi quanto il Pride, ma può effettuare il teletrasporto a breve distanza.
- Gluttony: Demone caratterizzato da un mantello verdastro e una sorta di mazzafrusto in luogo della falce, in grado di sputare un getto di sabbia davanti a sé.
- Greed: Probabilmente il più ostico tra i demoni dei 7 vizi capitali. È uno scheletro avvolto in bende, disarmato, ma che porta con sé una grossa bara con cui sferra due colpi prima di aprirla, evocando altri demoni (generalmente Pride o Lust).
- Envy: Umanoide bendato ed equipaggiato con una falce seghettata, presente solo nella missione 8. È lento e non effettua particolari attacchi.
- Anticamera infernale: Pur avendo fattezze simili al Pride (volto scheletrico, mantello nero e falce), è molto più grande, forte e veloce, oltre che duro a morire. È inoltre in grado di effettuare potenti attacchi con teletrasporto. Inizialmente incontrato come boss, ricomparirà frequentemente nel corso del gioco, anche a gruppi di due o tre.
- Enigma: Statua di pietra animata con la magia. Delle sei zampe di cui dispone, tre gli servono per reggersi, mentre le altre sono equipaggiate ciascuna con un arco che lancia frecce magiche blu. Per abbatterlo sono sufficienti pochissimi colpi di spada.
- Blood Goyle: Piccola creatura alata fatta di sangue fresco "regalata" a Dante da Jester. Se colpita da un'arma demoniaca, si dividerà in due esseri più piccoli. Per sconfiggerla occorre attaccarla con armi da fuoco, quindi finirla a colpi di spada quando si pietrifica.
- Arachne: Demone ragno armato con lame simili a quelle di una mantide. Non particolarmente resistente, è però molto agile, inoltre può emettere una ragnatela capace di imprigionare Dante, che può liberarsi attivando il Devil Trigger o premendo ripetutamente i tasti di attacco.
- Dullahan: Armatura posseduta in grado di fluttuare e passare attraverso i muri. È armata di scudo con lame rotanti, che blocca qualsiasi attacco frontale. L'unico modo per sconfiggerlo è distruggere il cristallo dietro la schiena, unico punto scoperto.
- Soul Eater: Demone che sembra composto di gas tossico. Quando è in forma di nube gassosa è intangibile, perciò bisogna aspettare che ritorni visibile, nel qual caso si presenta come una specie di piovra verde e viola con zanne rosse. Se riesce a prendere Dante, lo tiene sospeso in aria e gli risucchia parte della salute.
- The Fallen: Angeli caduti armati di lancia. Questi nemici hanno il potere di volare e di trapassare i muri, sono quindi difficili da colpire. Utilizzano inoltre la loro ala come scudo, e finché questa non viene distrutta è impossibile scalfirli. Il loro punto debole è il torace, che presenta un volto demoniaco.
- Abyss: Perfidi demoni armati di falce. Questi hanno il potere di muoversi sotto terra, sono particolarmente veloci e possono utilizzare la loro arma per scagliare lame infuocate. Nonostante siano tra i nemici più potenti, sono vulnerabili a qualsiasi tipo di colpo.

## Boss
- Cerberus: Cane a tre teste avvolto dai ghiacci perenni, chiaro riferimento a Cerbero nell'Inferno dantesco. Sconfiggendolo ci omaggerà dell'arma Cerberus.
- Gigapede: Un verme gigante che spara sfere energetiche, che entra ed esce da dei tunnel posti nel Temen-Ni-Gru, per sconfiggerlo basta salire al di sopra di un'entrata del tunnel e lanciarsi sul collo quando esce per entrare in un altro foro. Le armi ideali per annientarlo sono Agni & Rudra.
- Jester: un buffo clown con cui dante dovrà scontrarsi più volte. La sua arma principale sono delle bolle di energia che lui spara, proteggendosi da uno scudo. è molto debole, ma aumenta la sua forza ogni volta che lo si affronta. Può essere affrontato solamente in Devil May Cry 3: Special Edition.
- Agni & Rudra: Spade parlanti che ostacolano il passaggio di Dante, una controlla il fuoco, l'altra il vento e combattono possedendo due muscolosi corpi demoniaci acefali che le usano abilmente. Per quanto possa sembrare strano, sono molto petulanti, tanto che quando le si ottiene sconfiggendole Dante impone loro il silenzio!.
- Cuore del Leviatano: Il cuore del Leviatano, bestia gigante creata nell'antichità dal re dei demoni che vaga volando intorno a Temen-Ni-Gru. Il mostro ha in precedenza inghiottito Dante, che si deve fare strada fra gli organi interni.
- Nevan: Vampira seduttrice dell'oscurità, presenta diverse caratteristiche normalmente associate ai vampiri nella letteratura, quali lo spostarsi senza camminare e comandare le bestie (in questo caso i pipistrelli). Attaccherà con sciami di pipistrelli, scariche elettriche e lame oscure, abilità che passeranno a Dante una volta che ella si trasformerà in una falce-chitarra elettrica.
- Beowulf: Demone sconfitto 2000 anni fa da Sparda, padre di Dante. Sembra avercela a morte con Sparda e con la sua progenie (identifica Dante dal suo odore, poiché Beowulf ritiene abbia lo "stesso tanfo" di Sparda), forse perché fu proprio lui a ferigli l'occhio sinistro accecandolo. Nonostante sia un demone, l'origine del suo potere è sacra. Fuggirà dopo essere stato accecato del tutto da Dante, e verrà ucciso da Vergil dopo averlo aggredito scambiandolo per Dante stesso.
- Geryon: Leggendario cavallo che nelle leggende ha fatto da cavalcatura a vari eroi, dopo essersi cibato di anime corrotte la sua stessa si è adombrata, diventando una potente creatura malvagia. Traina continuamente una carrozza dalla quale partono quelli che sembrano frecce. Oltretutto può piegare lo spazio-tempo, potere che verrà passato a Dante dopo la sua caduta.
- Lady: Nemica-amica di Dante, si scontra con lui per decidere chi si vendicherà della propria famiglia. Nonostante sia un'umana, Lady dimostra di essere un abile combattente, mantenendo le distanze e attaccando con pistole e mitra. Usa anche la Kalina Ann, il suo Bazooka, che presterà a Dante per adempire la sua missione.
- Doppelganger: Un'ombra demoniaca che, traendo potere dall'ambiente buio, prenderà le sembianze della forma demoniaca di Dante, apprendendone anche gli attacchi. È invulnerabile, l'unico modo per ferirlo è esporlo alla luce diretta, nella quale prende sembianze umane normali. Dopo il combattimento Dante potrà utilizzare "doppelganger" come stile.
- Arkham: Il padre di Lady, che dopo aver preso il potere e le sembianze di Sparda, per raffreddare l'animo di Dante diventa un'oscenità deforme con dei tentacoli. Quando è indebolito lascia temporaneamente il posto a delle orde demoniache di vermi enormi. Verrà sconfitto dall'unione delle forze di Dante e di Vergil.
- Vergil: Fratello gemello di Dante ed antagonista principale dell'avventura. A differenza di Dante è molto più serio e freddo, inoltre porta i capelli pettinati all'indietro. Anch'egli come il fratello combatte utilizzando un'arma lasciata da Sparda come ricordo, la katana Yamato. Lo si affronta 3 volte; la prima in cima alla Temen-Ni-Gru, la seconda nei sotterranei della torre (dove sfrutterà sia i Beowulf che il Devil Trigger) e infine su un fiume negli Inferi, in cui combatterà anche con la Force Edge (la spada di Sparda), dimostrando una potenza spaventosa soprattutto in forma di demone.

## Devil May Cry 3: Special Edition
Esiste una edizione speciale, pubblicata anche in Europa, Devil May Cry 3: Special Edition, dove si può giocare l'avventura anche nei panni di Vergil, sebbene non vi siano cambiamenti rispetto alla campagna originale ad eccezione di un primo filmato iniziale dove viene mostrato l'incontro fra Arkham e Vergil (visto anche nel manga). Altri cambiamenti rispetto alla versione originale sono: 
- La presenza della difficoltà molto difficile, che si sblocca una volta terminata la modalità difficile[4].
- La presenza della modalità turbo che aumenta la velocità di gioco del 20%.
- La modalità Palazzo di sangue, aggiunta per la prima volta nella serie nel secondo capitolo ma assente nella versione originale del terzo.
- La possibilità di selezionare ad inizio avventura il funzionamento delle sfere gialle, con possibilità di risorgere immediatamente sul posto oppure partendo dall'ultimo checkpoint[5].

## Versione NTSC
Devil May Cry 3 è conosciuto per l'elevata difficoltà, apparentemente la versione NTSC è stata fatta appositamente più difficile rispetto alle controparti Europea e Giapponese.
La versione NTSC di Devil May Cry 3 si può dunque considerare la più ardua almeno nelle prime fasi, oltre che la prima a sperimentare caratteristiche della modalità molto difficile introdotta successivamente nella Special Edition, la quale corregge queste differenze fra le versioni annullandole proprio con l'introduzione del nuovo livello di difficoltà.

## Adattamenti
Nell'ottobre del 2005 è uscito un manga prequel canonico dedicato al videogioco, dal titolo Devil May Cry 3: CODE 1 - Dante, e nell'agosto del 2006 è uscito il secondo volume CODE 2 - Vergil, scritti da Suguro Chayamachi; era previsto un terzo volume dal titolo CODE 3 - Lady, ma non vide mai la luce.
La serie animata Devil May Cry del 2025 prodotta da Netflix è un adattamento del terzo videogioco e del manga prequel.